# Граф де Херена

Герб муниципалитета Херена, провинция Севилья, автономное сообщество Андалусия.

Граф де Херена — испанский дворянский титул. Он был создан 21 октября 1650 года королем Испании Филиппом IV для Педро де Урсуа и Арисменди.
Название графского титула происходит от названия муниципалитета Херена, провинция Севилья, автономное сообщество Андалусия.

## Графы де Херена
- Педро де Урсуа и Арисменди (24 июля 1588 — февраль 1657), 1-й граф де Херена. Сын Мигеля де Арисменди Ларрагойн, сеньора де Арисменди и Ларрагойн, и Марии де Урсуа и Меарен, баронессы де Отикорен и сеньоры де Урсуа
  - Супруга — Адриана де Экуэс и Бомонт де Наварра, дочь Мартина де Экуэса и Бомонта де Наварры и Хименеса дель Байо, и Анны Вердуго де ла Куэвы. Ему наследовал их сын:

- Мигель де Урсуа и Экуэс (? — ?), 2-й граф де Херена.
  - Супруга — Анна Лассо де ла Вега, дочь Габриэля Лассо де ла Вега, 2-го графа де Пуэртольяно, и Франсиски де Кордовы Арготе и Гусман. Ему наследовала их дочь:

- Адриана де Уруса и Ласс де ла Вега (? — ?), 3-я графиня де Херена.
  - Супруг — Николас де Букарелли и Энестроса (1678—1738), сын Антонио Букарелли и Вильясис, 1-го маркиза де Вальеэрмосо, и Констансы де Энестроса и Рибера. Ей наследовала её сестра:

- Анна Мария де Урсуа и Лассо де ла Вега (? — ?), 4-я графиня де Херена.
  - Супруг — Луис Хосе Букарелли и Ривера (1675—1740), 2-й маркиз де Вальеэрмосо, сын Антонио Букарелли и Вильясис, 1-го маркиза де Вальеэрмосо, и Констансы де Энестроса и Рибера. Ей наследовал их старший сын:

- Хосе Франсиско Букарелли и Урсуа (1707—1781), 5-й граф де Херена, 3-й маркиз де Вальеэрмосо.
  - Супруга — Анна Антония де Баэса и Висентельо, дочь Луиса Игнасио де Баэса Манрике де Лара и Мендоса, 3-го маркиза де Кастромонте, и Марии Терезы Висентельо де Лека и Сильва. Ему наследовала их дочь:

- Хуана Антония Букарелли и Баэса (1739—1810), 6-я графиня де Херена, 4-я маркиза де Вальеэрмосо.
  - Супруг — Николас Мануэль Букарелли и Урсуа (1714—1798), виконт де Урсуа, сын Луиса Хосе Букарелли и Ривера, 2-го маркиза де Вальеэрмосо, и Анны Марии де Урсуа де ла Вега, 4-й графини де Херена. Ей наследовал их сын:

- Луис Букарелли и Букарелли (1761—1794), 7-й граф де Херена.
  - Супруга — Мария дель Росарио Сильва Себриан и Фернандес де Миранда (? — 1802), 8-я графиня де Фуэнклара, дочь Хайме де Сильва Себриан и Агустин, 7-го графа де Фуэнклара и герцога де Аренберг, и Марии дель Пилар Фернандес де Миранда и Вильясис, 11-го графини де Тахалу. Ему наследовала их дочь:

- Мария дель Пилар Букарелли (1789—1828), 8-я графиня де Херена, 10-я маркиза де Тарасена, 10-я графиня де лас Амаюэлас, 9-я графиня де Фуэнклара, 17-я графиня де Тахалу и виконтесса де Урсуа.
  - Супруг — Хуан Баутиста де Керальт и Сильва (1786—1865), 8-й граф де Санта-Колома, 11-й маркиз де Грамоса, 14-й маркиз де Лансароте, 9-й маркиз де Алькончель, 6-й маркиз де Бесора, 6-й маркиз де Альболоте, 10-й маркиз де Альбасеррада, 16-й граф де Сифуэнтес, 7-й граф де ла Куэва и 7-й граф де ла Ривера. Ей наследовал их сын:

- Хуан Баутиста де Керальт и Букарелли (1814—1873), 9-й граф де Херена, 15-й маркиз де Лансароте, 7-й маркиз де Вальдекарсана, 17-й маркиз де Каньете, 14-й маркиз де Тарасена, 11-й граф де лас Амаюэлас.
  - Супруга — Мария Доминга Бернальдо де Кирос и Колон де Ларреатеги (1816—1884) дочь Антонио Марии Бернальдо де Кироса и Родригеса де лос Риоса, 6-го маркиза де Монреаль, маркиза де Сантьяго, 6-го маркиза де ла Симада, и Ипполиты Колон де Ларреатеги и Бакедано, дочери 12-го герцога де Верагуа. Ему наследовал их старший сын:

- Иполито де Керальт и Бернальдо де Кирос (1841—1877), 10-й граф де Херена, 10-й граф де Санта-Колома, 13-й маркиз де Грамоса, 8-й маркиз де Бесора, 16-й маркиз де Лансароте, 18-й маркиз де Каньете, 15-й маркиз де Тарасена, 12-й граф де лас Амаюэлас, 12-й граф де Эскаланте, 11-й граф де Вильямор.
  - Супруга — Мария Эльвира Зинаида Фернандес-Макейра и Оянгурен (1845—1906), дочь Ремигио Фернандеса и Макейры и Фресии Оянгурен и Скуэлья. Ему наследовал их старший сын:

- Энрике де Керальт и Фернандес-Макейра (1867—1933), 11-й граф де Херена, 11-й граф де Санта-Колома, 12-й граф де лас Амаюэлас, 14-й маркиз де Грамоса, 12-й маркиз де Алькончель, 17-й маркиз де Лансароте, 10-й граф де ла Куэва, 10-й граф де ла Ривера, 9-й маркиз де Вальдекарсана, 19-й маркиз де Каньете, 16-й маркиз де Тарасена, 13-й граф де Эскаланте, 19-й граф де Тахалу, 12-й граф де Вильямор, 8-й маркиз де Вальеэрмосо.
  - Супруга — Бригида Хиль-Дельгадо и Олосабаль (1889—1956), дочь Карлоса Антонио Валентина Хиль-Дельгадо и Такона и Марии Бригиды де Оласабаль и Гонсалес де Кастехон, 2-й маркизы де Берна. Ему наследовал их сын:

- Энрике Керальт и Хиль-Дельгадо (1910—1992), 12-й граф де Херена, 12-й граф де Санта-Колома, 13-й граф де лас Амаюэлас, 15-й маркиз де Грамоса, 13-й маркиз де Алькончель, 18-й маркиз де Лансароте, 11-й граф де ла Куэва, 11-й граф де ла Ривера, 20-й маркиз де Каньете, 14-й граф де Эскаланте, 20-й граф де Тахалу, 13-й граф де Вильямор, 9-й маркиз де Вальеэрмосо.
  - Супруга — Мария Виктория де Чаварри и Поведа (1911 — ?), дочь Виктора де Чаварри и Андуиса, 1-го маркиза де Триано, и Марии Хосефы де Поведа и Эчагуэ. Уступил титул своему младшему брату:

- Альфонсо Керальт и Хиль-Дельгадо (1912—1980), 13-й граф де Херена.

- Мария Марта де Керальт и Бауса, 14-я графиня де Херена.